# František Chabičovský

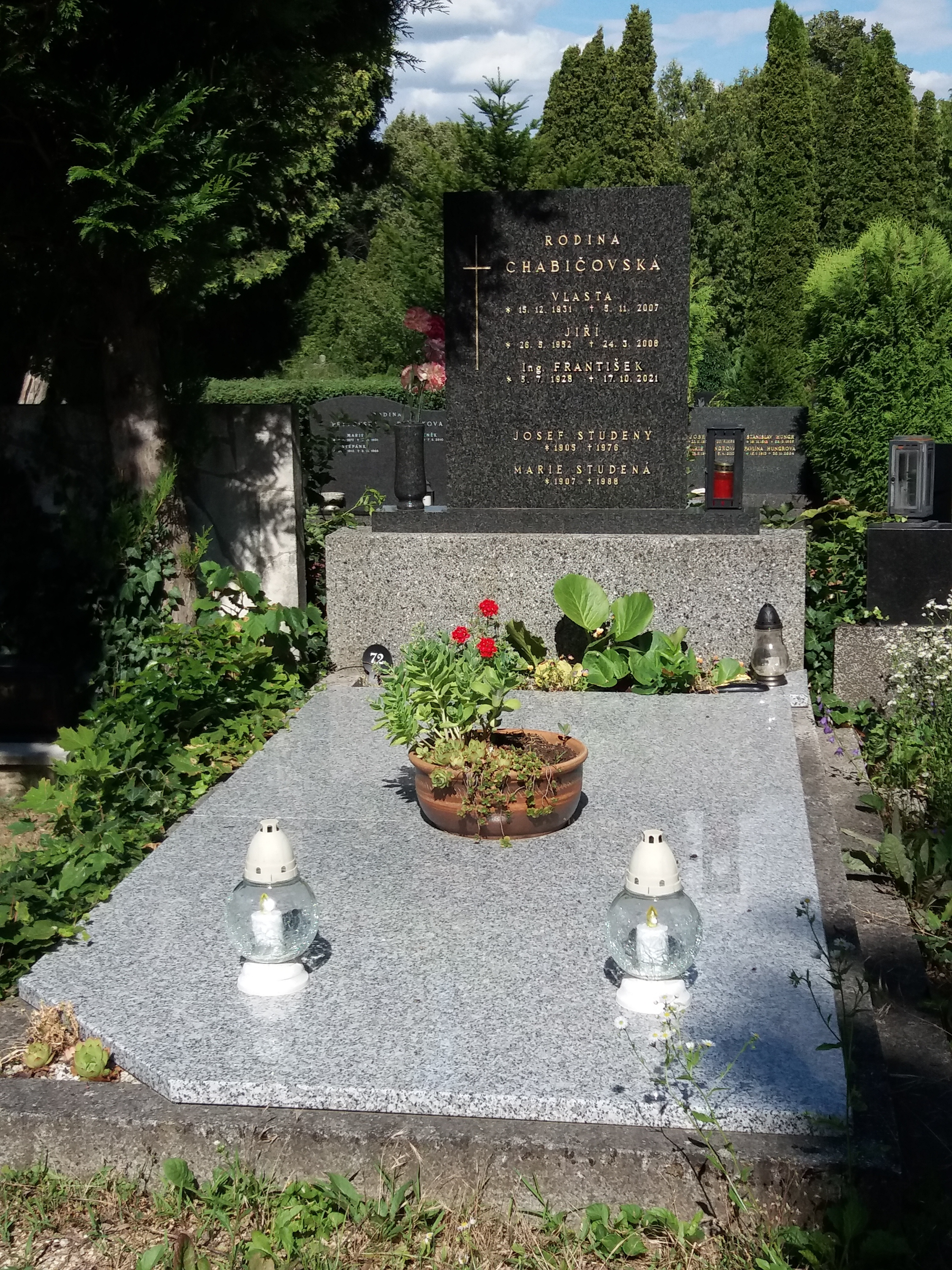
Hrob Františka Chabičovského na brněnském Ústředním hřbitově

František Chabičovský (5. července 1928 Drnovice – 17. října 2021) byl československý komunistický politik. V letech 1976–1980 byl primátorem Brna.
V roce 1951 absolvoval Průmyslovou školu strojnickou v Brně, roku 1969 získal titul diplomovaného technika na Institutu ministerstva těžkého průmyslu v Praze. Během 40. a 50. let pracoval jako mechanik a technik v podnicích v Brně a v Blansku. Od roku 1960 byl ředitelem podniku Prádelny a čistírny města Brna, o čtyři roky později se stal náměstkem předsedy Národního výboru města Brna (po roce 1969 primátora). V roce 1976 se stal brněnským primátorem a v této funkci působil čtyři roky. V letech 1980–1989 byl předsedou Jihomoravského krajského národního výboru a v letech 1981–1990 poslancem České národní rady (rezignoval v lednu 1990).
Roku 1952 se oženil s Vlastou Studenou (1931–2007). Zemřel v říjnu 2021, pohřben je na brněnském Ústředním hřbitově.

## Vyznamenání
- Vyznamenání Za zásluhy o výstavbu, 1970, číslo matriky 15877
- Řád práce, 1978, číslo matriky 5802
- Řád Vítězného února, 1988, číslo matriky 789